# Gustav Lundbäck
Gustav Lundbäck (* 27. März 1993) ist ein ehemaliger schwedischer Skirennläufer.

## Karriere
Lundbäck feierte sein internationales Renndebüt am 22. November 2008 bei einem FIS-Slalom in Kiruna. Sein erstes internationales Großereignis bestritt er im März 2012 bei den Juniorenweltmeisterschaften in Roccaraso, wobei er mit Platz 42 im Super-G sein bestes Ergebnis erreichte. Bis zu diesem Zeitpunkt war Lundbäck hauptsächlich bei FIS-Rennen in Skandinavien an den Start gegangen.
Bei den Juniorenweltmeisterschaften 2014 im slowakischen Jasná konnte Lundbäck gemeinsam mit der schwedischen Mannschaft die Goldmedaille gewinnen.
Am 13. November 2016 gab Lundbäck beim Slalom von Levi sein Weltcupdebüt, wobei er sich nicht für den zweiten Durchgang qualifizieren konnte.
Trotz eher durchwachsener Ergebnisse in diesem Winter wurde Lundbäck für die Weltmeisterschaften 2017 in St. Moritz nominiert. Dort gewann er gemeinsam mit Mattias Hargin, André Myhrer, Frida Hansdotter, Maria Pietilä Holmner und Emelie Wikström die Bronzemedaille im Mannschaftswettbewerb, wobei er wie Wikström als Ersatzfahrer ohne Einsatz blieb.
In den darauffolgenden Jahren konnte Lundbäck jedoch nicht von diesem Erfolg profitieren. Bei seinen Starts im Weltcup konnte er sich in den Punkten klassieren und auch im Europacup gelangen ihm keine absoluten Spitzenergebnisse. Lediglich bei den schwedischen Meisterschaften konnte er einige Medaillen gewinnen.
Im September 2019 riss sich Lundbäck beim Sommertraining am Mount Hotham die Achillessehne, wodurch er die komplette Saison 2019/20 verpasste.
2021 beendete Lundbäck schließlich seine Karriere bei den schwedischen Meisterschaften in Åre, wobei er mit Bronze im Slalom nochmals eine Medaille gewinnen konnte.

## Erfolge

### Weltmeisterschaften
- St. Moritz 2017: 3. Mannschaft, 37. Slalom

### Juniorenweltmeisterschaften
- Roccaraso 2012: 42. Super-G, 45. Riesenslalom, DNF Slalom
- Jasná 2014: 1. Mannschaft, DNF Slalom, DNS2 Riesenslalom

### Europacup
- 3 Platzierungen unter den besten 10

### Far East Cup
- 4 Platzierungen unter den besten 10, davon ein Podestplatz

### Nor-Am Cup
- Eine Platzierung unter den besten 20

### Australian New Zealand Cup
- 3 Platzierungen unter den besten 30

### Universiade
- Trentino 2013: 20. Slalom, 34. Riesenslalom, DNS Super-G

### Weitere Erfolge
- 27 Siege bei FIS-Rennen
- Schwedischer Vizemeister im Slalom (2016, 2021)
- Schwedischer Vizemeister in der Alpinen Kombination (2017)
- Bronze bei den schwedischen Meisterschaften im Riesenslalom (2018)
- Bronze bei den schwedischen Meisterschaften im Slalom (2017)
- Bronze bei den schwedischen Meisterschaften in der Alpinen Kombination (2016)